# Merritt Wever
Merritt Carmen Wever (Nueva York; 11 de agosto de 1980) es una actriz estadounidense. En 2013 ganó un Emmy por su personaje de Zoey en Nurse Jackie y en 2018 por Mary Agnes en Godless. Trabajó para la serie de AMC The Walking Dead interpretando a la doctora de Alexandría, Denise Cloyd.

## Vida privada
Se graduó en la Fiorello H. LaGuardia High School, una secundaria especializada en artes, y más tarde en el Sarah Lawrence College. Se entrenó como actriz en Nueva York y trabajó en obras como Smashing y Cavedweller de teatros off-Broadway. 

## Carrera
Wever ha trabajado en películas como Into the Wild, Neal Cassady, Michael Clayton, Series 7: The Contenders, Señales, The Adventures of Sebastian Cole, Bringing Rain, All I Wanna Do y The Messenger, entre otras.
También ha trabajado en series de televisión, en algunos capítulos de Conviction, Law & Order: Criminal Intent y The Wire. Formó parte del reparto de Studio 60 on the Sunset Strip, interpretando a Suzanne. Desde el año 2009 interpretó a Zoey, una estudiante de enfermería, en Nurse Jackie, una serie de humor negro protagonizada por Edie Falco. Por el cual ganó un premio Emmy en el año 2013 como "Mejor Actriz de Reparto de una Serie de Comedia"

## Filmografía
- Blue River (1995) - Lottie (telefilme)
- Arresting Gena (1997) - Tammy
- Alaska (1997) - April
- The Hairy Bird (1998) - Maureen "Momo" Haines
- The Adventures of Sebastian Cole (1998) - Susan
- Series 7: The Contenders (2001) - Lindsay Berns
- Señales (2002) - Tracey Abernathy, the Pharmacist
- Season of Youth (2003)
- Bringing Rain (2003) - Monica Greenfield
- A Hole in One (2004) - Betty
- Something the Lord Made (2004) - Mrs. Saxon
- 1/4life (2005) - Bailey
- Twelve and Holding (2005) - Debbie Poole
- Michael Clayton (2007) - Anna Kaiserson
- Into the Wild (2007) - Lori
- Neal Cassady (2007) - Mountain Girl
- Righteous Kill (2008) - Rape Victim
- The Missing Person (2009) - Mabel Page
- The Messenger (2009) - Lara
- Greenberg (2010) - Gina
- Tiny Furniture (2010) - Frankie
- New Girl (2011-2018) - Novia de Schmidt
- Birdman o (la inesperada virtud de la ignorancia) (2013) - Annie
- The Walking Dead (2015-2016) Denise Cloyd
- Bienvenidos a Marwen (2016) - Roberta
- Godless (2017)- Mary Agnes
- Unbelievable (2019) - Karen Duvall
- Marriage Story (2019) - Cassie
- Run  Miniserie HBO. (2019)[2]
- Roar (2022) - Elisa
- Memoria (2023) - Olivia
- Severance (2025)